# Daniel Goddard
Daniel Richard Goddard es un actor australiano, más conocido por haber interpretado a Dar en la serie BeastMaster y actualmente por dar vida a Cane Ashby en la serie The Young and the Restless.

## Biografía
Daniel tiene un hermano mayor llamado Simon Goddard.
El 2 de marzo de 2002 Daniel se casó con Rachael Marcus, la pareja le dio la bienvenida a su primer hijo juntos Ford Martin Goddard el 6 de febrero de 2006 y a su segundo hijo Sebastian William Goddard el 19 de diciembre de 2009.

## Carrera
El 16 de enero de 1995 apareció como personaje recurrente en la popular serie australiana Home and Away donde interpretó a Eric Phillips hasta el 10 de febrero del mismo año después de que su personaje se fuera de la bahía luego de que Jack Wilson (Daniel Amalm) lo confrontara por atacar a Shannon Reed (Isla Fisher).
El 1 de octubre de 1999 se unió al elenco principal de la serie BeastMaster donde dio vida a Dar, hasta el final de la serie el 1 de mayo de 2002.
El 12 de enero de 2007 se unió al elenco principal de la telenovela The Young and the Restless donde interpreta a Ethan "Cane" Ashby, hasta ahora.

## Filmografía

### Series de televisión
| Año             | Título                     | Personaje     | Notas         |
| --------------- | -------------------------- | ------------- | ------------- |
| 2007 - presente | The Young and the Restless | Cane Ashby    | 826 episodios |
| 1999 - 2002     | BeastMaster                | Dar           | 66 episodios  |
| 1995            | Home and Away              | Eric Phillips | 10 episodios  |

### Películas
| Año  | Título           | Personaje  | Notas |
| ---- | ---------------- | ---------- | --- |
| 2009 | Immortally Yours | Alex Stone | junto a Kat Hawks, Eric Etebari, Martin Kove, Costas Mandylor, Matthias Hues, Gary Daniels & Phil Fondacaro |

### Escritor
| Año  | Título      | Notas               |
| ---- | ----------- | ------------------- |
| 2002 | BeastMaster | episodio "End Game" |